# Saison 2 de Black Dynamite
Chronologie
Saison 1
Cet article présente les épisodes de la deuxième saison de la série télévisée d'animation Black Dynamite.
Elle est diffusée depuis le 18 décembre 2020 sur Adult Swim.

## Épisodes

### Épisode 1:Racines: la version blanche
- France : 18 décembre 2020 sur Adult Swim

### Épisode 2:Les dents de la Mer noire ou Les dindes des mers sont à croquer
- France : 18 décembre 2020 sur Adult Swim

### Épisode 3:Comment Honey Bee est partie s'éclater ou La nuit des zombites
- France : 18 décembre 2020 sur Adult Swim

### Épisode 4:Les guerriers sortent du placard ou les méchantes reines d'Halloween
- France : 18 décembre 2020 sur Adult Swim

### Épisode 5:La balade en solo du gentil Bill ou Bill Cosby n'est plus lui-même
- France : 18 décembre 2020 sur Adult Swim

### Épisode 6:La revanche de Mister Rogers ou S'il vous plaît, fuyez le voisinage
- France : 18 décembre 2020 sur Adult Swim

### Épisode 7:Confrontations musicales ou Le Parrain de la Souuuuuuul
- France : 18 décembre 2020 sur Adult Swim

### Épisode 8:Arnold et Willy chez les blancs ou Les Hunger Games des orphelins
- France : 18 décembre 2020 sur Adult Swim

### Épisode 9:Le magicien de Watts - Partie 1
- France : 18 décembre 2020 sur Adult Swim

### Épisode 10:Le magicien de Watts - Partie 2
- France : 18 décembre 2020 sur Adult Swim